# Casa de la Cámara Episcopal (Agüimes)
El Palacio Episcopal o Casas de Verdugo se encuentra situado frente al Parque de los Moros, entre las calles Obispo Verdugo y Progreso, de la Villa de Agüimes, municipio sureño de la isla de Gran Canaria (Canarias, España).

## Estructura arquitectónica
Está compuesto por dos naves perpendiculares con cubierta de tejas a dos aguas. Una de ellas, la de mayor longitud, define con su fachada la entrada principal, dando la otra en su fachada lateral a la calle Obispo Verdugo. Ambas naves son de 4,80 metros de ancho de crujía. Las cubiertas están resueltas a base de correas de madera, con un entablamiento formado por “tilla” encalado, encima del cual se coloca la teja curva con torta de barro. El ala lateral se compone de dos plantas, accediéndose a la superior por una escalera de piedra y madera que arranca desde el patio interior y conforma una galería en el nivel superior apoyada sobre finos pies derechos de madera. 
El zaguán se abre a un patio de gran tamaño empedrado de pequeños guijarros, con un huerto central de naranjos y limoneros. El cuerpo principal del edificio con una sola planta que se apoya sobre un largo basamento de amplios sótanos, ocupa todo el lateral izquierdo. Está formado por varias salas en línea recta, con pavimentos de tea que se asoman al jardín exterior por una hilera de ventanas con jambas de sillería y antepechos moldurados. La cubierta, a dos aguas, se sostiene sobre enormes vigas vertebrales con delgadas viguetas y tabicas bien alisadas. Toda su arquitectura es de arcos adintelados. Es la parte más noble del palacio. Frente a este cuerpo estaba el molino de aceite con su larga almijarra, donde se enganchaba la bestia que daba vueltas al molino para el prensado de la oliva de Temisas. A la derecha del zaguán, en un cuerpo de dos plantas, miraban al norte los altos graneros. 
El entorno de protección del edificio se compone por la manzana ubicada entre las calles Juan Alvarado y Saz, Francisco Hidalgo, Obispo Verdugo y el Progreso, comprendiendo además del propio edificio del Palacio Episcopal, el Parque de los Moros) y la vivienda colindante con la parte trasera señalada con el número 4 de la calle Verdugo. 
Tanto la puerta de acceso como la cantería que enmarca son dignos de mención. En este Edificio destaca toda su mampostería, de esmerada labor, fruto del trabajo de los canteros locales que supieron extraer y labrar de manera extraordinaria la piedra, de la única cantera de esta zona de la isla. Las cubiertas de dos aguas, así como el precioso tratamiento de la madera, especialmente en los delicados artesonados de par e hilera que alternan las limas moamares y limas bordón con elementos decorativos de clara influencia mudéjar. 

## Historia
Esta casa, construida a mediados del siglo XVIII, fue propiedad de la familia Verdugo. En el seno de dicha familia nació Manuel Verdugo y Albiturría, último Obispo que fue Señor de Agüimes. Es por ello que el edificio es conocido por Casas de Verdugo o Palacio Episcopal. El edificio fue dividido en dos partes a finales del siglo XIX; la vivienda 4 de la calle Verdugo se convirtió en Escuela hasta los años 1970. Y es hoy en día conocida como Casa de Betania, por pertenecer a esta asociación. La otra parte del edificio pasó a tener diversos propietarios. Destaca el hecho de que desde 1940 a 1948 se instalara allí el Estado Mayor de un Tabor de Regulares (regimiento formado por soldados procedentes del Protectorado Español en Marruecos). Fueron estos soldados quienes construyeron el parque que se conoce como "Parque de Los Moros". Esta parte del edificio alberga desde 2004 el Museo de Historia de Agüimes, que cuenta la historia del Señorío de Agüimes desde la Conquista castellana de la isla hasta la abolición de los señoríos jurisdiccionales en el siglo XIX.